# 2020年香港政府改組

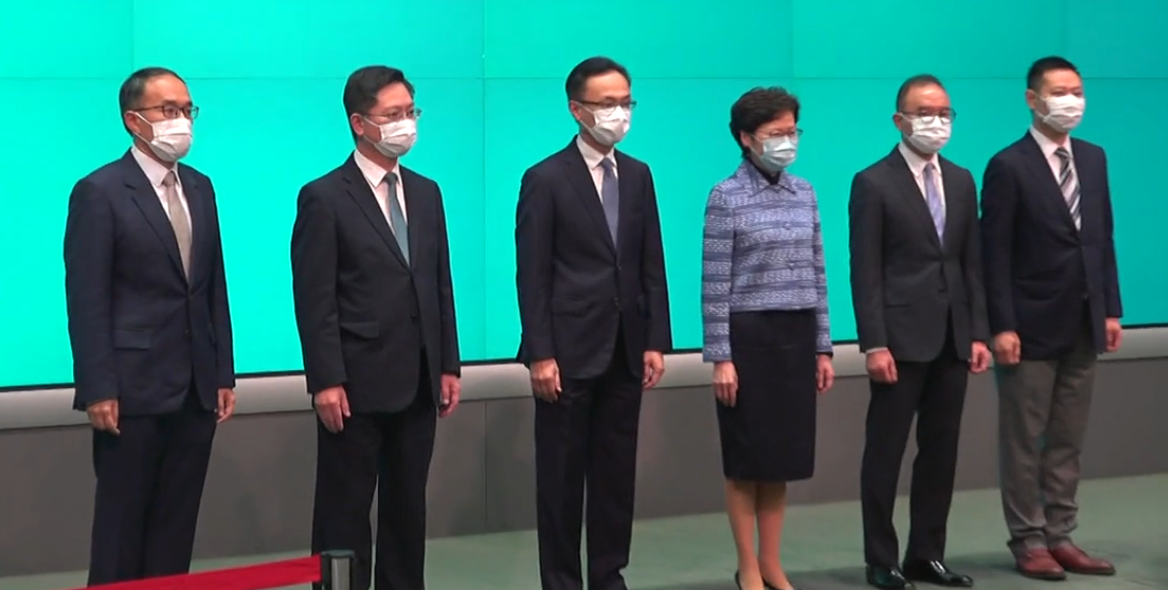
行政長官林鄭月娥及改組後獲新任命的官員一同見記者

2020年4月21日，香港行政會議（事實上的內閣）出現了人事變動。行政長官林鄭月娥進行上任後首次的政府改組（又稱內閣改組），是反送中運動爆發後首次有問責官員下台，也是主權移交後最大規模的一次。香港傳媒形容是次改組時稱為「大地震」、「大換血」。

## 背景及經過
林鄭月娥在2017年7月1日就任香港特別行政區行政長官後，支持度不斷下跌，市民不滿政府施政聲音日漸增加。2019年3月，政府公佈的《逃犯條例修訂草案》觸發社會各界激烈反彈，引發近二百萬人在六月上街抗議，要求政府撤回法案。當時有報導指，左派建議為挽救民意而棄車保帥，尤以有參與推行修例的律政司司長鄭若驊最高危。《金融時報》曾引述知情人士透露，林鄭月娥在多個場合向北京政府提出請辭但都被拒；而路透社取得的錄音顯示，林鄭月娥曾表示，若情況允許的話她會離職。不過林鄭均否認曾經提出請辭。
在是次政府改組前，林鄭月娥政府曾經歷三次人事變動，當中審計署署長和警務處處長都是退休，至於律政司司長袁國強則以私人理由請辭。至於反送中運動爆發後，縱使政界多次傳出林鄭月娥或有意為問責班子換人，而林鄭本人亦表示困局之後不排除改組問責班子及行會成員，勞工及福利局局長羅致光更透露一度考慮請辭，但最後都沒有任何官員引咎掛冠，因此被批評問責制失效，而林鄭月娥回應批評時「希望社會給予她們機會」。
4月21日，香港傳媒引述消息報道，政府高層將會出現人事變動。首先傳出的是入境事務處處長曾國衞將會接替政制及內地事務局局長聶德權，而聶德權一度被指可能要離職「承擔政治責任」，但之後傳出將會被平調；同日，傳媒公佈更多政府改組的消息。4月22日早上，香港政府正式公佈，中國國務院根據林鄭月娥的提名，任免主要官員。林鄭月娥到中午聯同新任官員見記者。

## 內閣人事變動
| 政黨 | 政黨   | 官員 | 官員               | 改組前               | 改組後               |
| ---- | ------ | ---- | ------------------ | -------------------- | -------------------- |
|      | 無黨籍 |      | 曾國衛 IDSM        | 入境事務處處長       | 政制及內地事務局局長 |
|      | 民建聯 |      | 徐英偉             | 勞工及福利局副局長   | 民政事務局局長       |
|      | 無黨籍 |      | 薛永恒 JP          | 機電工程署署長       | 創新及科技局局長     |
|      | 民建聯 |      | 許正宇             | 金融發展局行政總監   | 財經事務及庫務局局長 |
|      | 無黨籍 |      | 聶德權 閣下 JP     | 政制及內地事務局局長 | 公務員事務局局長     |
|      | 無黨籍 |      | 羅智光 閣下 GBS JP | 公務員事務局局長     | 離開政府             |
|      | 民建聯 |      | 劉江華 閣下 JP     | 民政事務局局長       | 離開政府             |
|      | 無黨籍 |      | 楊偉雄 閣下 GBS JP | 創新及科技局局長     | 離開政府             |
|      | 無黨籍 |      | 劉怡翔 閣下 GBS JP | 財經事務及庫務局局長 | 離開政府             |

## 其他人事變動
| 政黨 | 政黨   | 官員 | 官員   | 前職                         | 新職                         | 生效日期      |
| ---- | ------ | ---- | ------ | ---------------------------- | ---------------------------- | ------------- |
|      | 無黨籍 |      | 楊寶蓮 | 財經事務及庫務局局長政治助理 | 離開政府                     | 2020年5月26日 |
|      | 民建聯 |      | 葉俊廉 | 加入政府                     | 財經事務及庫務局局長政治助理 | 2020年6月1日  |
|      | 工聯會 |      | 何啟明 | 立法會議員                   | 勞工及福利局副局長           | 2020年6月1日  |
|      | 無黨籍 |      | 區嘉宏 | 入境事務處副處長             | 入境事務處處長               | 2020年7月2日  |
|      | 無黨籍 |      | 彭耀雄 | 機電工程署副署長             | 機電工程署署長               | 2020年11月4日 |

另外，金融發展局在2020年7月21日宣佈，惠理集團總裁區景麟將於8月4日起出任行政總監，接替許正宇。

## 改組原因

### 選舉爭議
2018年立法會補選時，選管會不理與「兩會」撞期的批評，堅持如期於3月11日舉行，令建制派十分不滿，矛頭紛紛指向聶德權。2019年區議會選舉，建制派又批投票日出現不公平現象致選情不利，而「聶德權作為主事官員至今無出來講過一句公道說話」，令建制派非常不滿，自此傳出聶德權被「打小報告」。
另外由於民政事務局手握地區資源調配大權，建制派在區選失利，亦被歸咎於民政局工作不力。有建制派私下埋怨劉江華未有做好「份內事」，因而要離職。

### 公僕集會
2019年8月2日晚上，數萬名公務員在遮打花園高調反對逃犯條例修訂，旋即被港府批評有違政治中立，強調「公務員必須對在任的行政長官及政府完全忠誠」。不過，有報導指北京政府認為羅智光處理公務員集會示威的「態度溫溫吞吞」，未有強硬表態及設法斡旋阻止集會，甚至連發起集會的顏武周也獲升職。因此，北京政府質疑立場「偏黃」，認為他不適合繼續做這個重要位置的「把關人」，繼而下台。

### 二十二條
2020年4月，中聯辦和港澳辦炮轟民主派在立法會內會拉布，被質疑違反《基本法》第22條。事後，聶德權被發現曾在2018年表示中聯辦會根據第22條遵守香港法律；爭議爆出後，港府出稿又指中聯辦按22條成立，言論與中聯辦最新立場有出入。港府最後修改說法，而聶德權為引起混亂在社交網站致歉。建制派消息認為，聶德權犯了一個「非常嚴重錯誤」，兩次修改新聞稿予人極差觀感，又錯誤解讀中聯辦的憲制地位，即使問責下台也不見怪。

### 特首愛將
先後陷入多個爭議的聶德權，被指是因為行政長官林鄭月娥的「愛將」，而得以避過革職。雖然林鄭月娥周三在記者會上表示，官員調動與兩辦言論及新聞稿事件無關，不過部分政界人士質疑，聶德權被調去重要性較低的的公務員事務局，是變相被警誡。

## 回應及後續
林鄭月娥感謝離任官員的貢獻，形容今次換班是「向前看」，主要考慮是帶領香港走出經濟困境，而非加強控制公務員團隊和中港關係。她說，新任局長在極不容易的時候加入問責團隊迎難以上，她表示敬佩。
至於離任官員亦有發表聲明。公務員事務局局長羅智光表示，任內竭力捍衛公務員隊伍的核心價值、克服各種挑戰，又感謝公務員同事緊守崗位；但文中隻字不提行政長官。民政事務局局長劉江華提到自己2015年上任，認為現時離任也是適當時候，讚揚同黨的接班人必會勝任新崗位。創新及科技局局長楊偉雄尊重行政長官的決定，樂意離任，對於加入政府亦無怨無悔。財經事務及庫務局局長劉怡翔對於能夠服務市民最感光榮，認為離任是一難忘里程碑。
根據香港民研四月初的民調顯示，各司局長中民望最低的二人是律政司司長鄭若驊和保安局局長李家超，但都沒有被撤換，同樣可留任的還有排倒數第三和第四的教育局局長楊潤雄和政務司司長張建宗，反映今次人事調動的考量並非以民望為主，預期整體不會對港府民望有顯著影響。而政府改組後的首個民調也顯示，新任局長支持淨值均為負數。分析指，是因為港府已過了換人的最佳時機，現時市民對整個政治體制的負面觀感，已投射到整個政府團隊上，即使未有工作的新局長都被團隊拖累。
新任民政事務局局長徐英偉仕途一帆風順，成為港府引入副局長及政治助理制度以來，首人由政助攀升至局長。由於民建聯在是次改組後，由一名閣員增加至兩名，因而被視為大贏家。是次內閣改組亦可見，被撤換的大多是上任梁振英政府時上任的，因而被稱爲「去梁化」。
聶德權成為首位以非香港公務員的身份獲委任為公務員事務局局長，被指違反問責制，但他強調符合制度原意，但外界憂慮他上任後會有政治任務。至於曾國衛亦成為首個「武官」而非「文官」（政務官）政制事務局局長，而早前接受訪問時，辦公室更放有一幅中共總書記習近平肖像的紀念盤，被視為習近平「信徒」，以及未來政務司司長的熱門人選。彭博報導提及，此兩個部門均是北京政府要求展現政治忠誠的部門。民主黨主席胡志偉指，人事變動反映文官退場、武官進駐，「淪為槍桿子政權」，預計政府未來將以強硬手段對付不同政見人士，國安法亦隨時啟動。而事後，聶氏負責推行公務員宣誓擁護基本法，而曾氏則牽涉《香港國安法》。